# De tranquillitate animi (Plutarco)
De tranquillitate animi (Περὶ εὐθυμίας) è un saggio dei Moralia di Plutarco, scritto in forma epistolare .

## Struttura
Plutarco scrive a Paccio, corrispondente e suo amico, in risposta alla richiesta di suggerimenti e consigli su come pervenire alla serenità interiore. 
Pressato a rispondere dalla casuale circostanza che in quel momento un amico comune, Eros, era suo ospite a Cheronea, ma in procinto di ripartire per Roma, Plutarco mette insieme alcune considerazioni traendole dagli appunti sull'argomento, che era andato raccogliendo negli anni per propria utilità. Il tono dello scritto è quello colloquiale e immediato della letteraː in uno stile piano, le riflessioni sull'argomento sono esposte con l’abituale ricorso ad aneddoti e citazioni poetiche. Talvolta Plutarco si limita a un semplice accenno, lasciando al lettore il compito di meditare e trarre le debite conclusioni. 
La lettera è, ancora, in molti punti in accordo con quanto conosciamo del trattato Περὶ εὐθυμίης di Democrito.